# Maqluba
Il-Maqluba (z malt. „obrócony” lub „do góry nogami”) – jest to lej krasowy o powierzchni ok. 6000 m² znajdujący się w Qrendi na Malcie.

## Przyczyna powstania
Dziura pojawiła się gwałtownie 23 listopada 1343 podczas gwałtownej burzy lub trzęsienia ziemi.
Jak wszystkie leje krasowe, formacja ta powstała przez zapadnięcie się wapiennej powierzchni, znajdującej się ponad pustą przestrzenią. Pustka ta powstała przez wypłukanie gruntu podczas procesów krasowych. 

## Wygląd
Średnica zapadliska wynosi ok. 50 m, średnia głębokość to 15 m, zaś obwód ok. 300 m. Struktura, widziana z wysokości ok. 300 m, wygląda jak duże jajko z ogonkiem.

## Legendy
Spektakularna formacja jest źródłem wielu legend. Jedna z nich wspomina, że w miejscu tym mieszkali bardzo grzeszni ludzie. Ostrzegani przed karą bożą przez sąsiada, zlekceważyli to. Bóg ukarał ich, pochłaniając wioskę przez ziemię, ocalał jedynie pobożny sąsiad. Następnie aniołowie wrzucili zapadnięty kawał gruntu do morza, tworząc wyspę Filflę. Inna wersja mówi o pobożnej kobiecie, która ocalała jako jedyna z wioski, modląc się w tym czasie w pobliskiej kaplicy św. Mateusza.

## Kaplica św. Mateusza
Na brzegu zapadliska zbudowana została kaplica dedykowana św. Mateuszowi. Istnieje ona od co najmniej XIV wieku, a prawdopodobnie można ją datować wstecz aż do wieku XI.

## Środowisko naturalne
Lej krasowy Maqluba jest jedynym na Malcie, który nie jest pokryty osadami. Środowisko naturalne jest chronione i wpisane zostało, pod numerem MT0000004, na listę Natura 2000 na Malcie. Gęste zarośla zdominowane są przez krzewy wawrzynowe (Laurus nobilis), obecne jest tam również cyprzyk czteroklapowy (Tetraclinis articulata), drzewo narodowe Malty, znane w języku maltańskim jako „għargħar”, a także solanka maltańska (Salsola melitensis), endemiczny gatunek na archipelagu. Wgłębienie jest także miejscem gniazdowania narodowego ptaka Malty, modraka (Monticola solitarius).

Miejsce jest dostępne dla zwiedzających.